# Louise Pauli
Louise Pauli, född 1774, död 1823, var en tysk förläggare. Hon skötte ett bokförlag efter sin make Joachim Paulis död 1812, som fick en ledande ställning i sin tids Preussen. 